# برهان قربانی
برهان قربانی (زادهٔ ۱۵ نوامبر ۱۹۸۰ در ارکلنز) کارگردان، نویسنده و بازیگر آلمانی افغانستانی‌الاصل است. کارگردانی، نویسندگی و بازیگری او عبارتند از: شهادتین (۲۰۱۰)، ۲۰xبراندنبروگ (مستند تلویزیونی ۲۰۱۰) و توهم (۲۰۰۷ فیلم کوتاه). اقتباس مدرن او از رمان کلاسیک مدرن آلفرد دوبلین برلین الکساندر پلاتز برای رقابت اصلی هفتادمین جشنواره بین‌المللی فیلم برلین انتخاب شد.

## آثار قابل‌توجه

### شهادتین
شهادتین (به انگلیسی: Shahada) یک فیلم درام آلمانی محصول ۲۰۱۰ است که سرنوشت سه مسلمان آلمانی الاصل در برلین را روایت می‌کند که مسیرهایشان در تلاش برای یافتن حد وسطی بین ایمان و زندگی مدرن در جامعهٔ غربی است. این فیلم نامزد دریافت خرس طلایی شصتمین جشنواره بین‌المللی فیلم برلین شد.

### ۲۰xبراندنبورگ
20xBrandenburg یک مستند تلویزیونی ۱۶ دقیقه‌ای آلمانی به کارگردانی قربانی است که در اکتبر ۲۰۱۰ منتشر شد.

### ما جوان هستیم. ما قوی هستیم
ما جوان هستیم. ما قوی هستیم (به آلمانی: Wir sind jung. Wir sind stark) یک فیلم درام آلمانی محصول سال ۲۰۱۴ به کارگردانی قربانی است که روایتی داستانی از شورش‌های بیگانه‌هراسی روستوک-لیشتن‌هاگن در سال ۱۹۹۲ است. این یکی از هشت فیلمی بود که در فهرست نهایی آلمان برای دریافت جایزه اسکار بهترین فیلم بین‌المللی در هشتاد و هشتمین دوره جوایز اسکار انتخاب شد، اما در برابر پیچراه دروغ‌ها شکست خورد.

## جوایز
جوایز کسب شده توسط قربانی عبارتند از
- جایزه انجمن سینماهای خانهٔ هنر آلمان برای فیلم شهادتین (۲۰۱۰).
- جایزه هیئت داوران (ساخت هامبورگ)، از جمله جایزه منتقدان فیلم آلمان در سال ۲۰۰۸ برای فیلم کوتاه توهم (۲۰۰۷).[۸][۹]

## زندگی شخصی
قربانی افغانستانی‌الاصل و از قوم هزاره است. خانواده او در زمان حمله شوروی در افغانستان به آلمان نقل مکان کرده بودند.